# James Crichton-Browne
James Crichton-Browne (ur. 29 listopada 1840 w Edynburgu, zm. 31 stycznia 1938) – brytyjski lekarz, psychiatra. Odbył studia medyczne w Royal College w Edynburgu, większość kariery naukowej spędził w West Riding Asylum w Wakefield.
Opublikował m.in. pracę o rzekomej chorobie kobiecej, anorexia scholastica.